# Yuki Ito
Yuki Ito (n. 10 mai 1994, Shimokawa⁠(d), Prefectura Hokkaidō, Japonia) este o săritoare cu schiurile japoneză.
Yuki Ito a debutat în cariera internațională la Cupa continentală feminină de sărituri cu schiurile la Zao în Japonia la 5 martie 2007 unde a terminat pe locul 17. A participat la alte 3 concursuri în Japonia în luna martie 2007 unde a ocupat locul al cincilea la 6 martie la Zao, locul al patrulea la 9 martie la Sapporo și a urcat pe podium pe 10 martie tot la Sapporo. 
La 18 ianuarie 2014 a urcat pentru prima dată pe un podium al Cupei Mondiale ocupând a doua poziție într-un concurs la Zao, încheind sezonul pe locul al treilea la general. 
La Jocurile olimpice de iarnă din 2014 de la Soci, Rusia a ocupat locul al șaptelea la proba de sărituri cu schiurile. 

## Cupa Mondială

### Clasamente (loc)
| Sezon     | General |
| --------- | ------- |
| 2011–2012 | 20      |
| 2012–2013 | 18      |
| 2013–2014 | 3       |
| 2014–2015 | 5       |

### Campionatul mondial de schi nordic
| Probă / Ediție          | Liberec 2009    | Oslo 2011       | Val di Fiemme 2013 | Falun 2015 |
| Individual (loc ocupat) | 17              | 15              | 20                 | 2          |
| Echipe mixte            | nu s-a disputat | nu s-a disputat | 1                  | 3          |